# Empresa criminal conjunta
El concepto de empresa criminal conjunta hace referencia a una doctrina jurídica que se utiliza en los tribunales de crímenes de guerra para permitir el enjuiciamiento de los miembros de un grupo por las acciones del mismo. Esta doctrina considera a cada miembro de un grupo organizado individualmente responsable de los crímenes cometidos por el grupo dentro del plan o propósito común. Surgió a través de la aplicación de la idea del propósito común y ha sido aplicada por el Tribunal Penal Internacional para la ex Yugoslavia para enjuiciar a líderes políticos y militares por crímenes de guerra masivos, incluido el genocidio, cometidos durante las guerras yugoslavas de 1991-1999.
Por ejemplo, "si tres personas cometen un robo a un banco y una dispara fatalmente a una persona en el proceso, la ley considera a todos culpables de asesinato". El concepto de "responsabilidad colectiva", en el que más de una persona puede compartir la responsabilidad y el castigo por las acciones de otra persona, no es universalmente aceptado y es considerado por algunos como una forma de abuso de los derechos humanos, mientras que otros lo consideran justo.